# Juegos de la Mancomunidad de 1978
Los XI Juegos de la Mancomunidad se celebraron en Edmonton (Canadá), del 3 al 12 de agosto de 1978, bajo la denominación Edmonton 1978.
Participaron un total de 1475 deportistas representantes de 47 países miembros de la Mancomunidad de Naciones. El total de competiciones fue de 126, repartidas en 11 deportes.

## Medallero
| Núm. | País               | Oro | Plata | Bronce | Total |
| ---- | ------------------ | --- | ----- | ------ | ----- |
| 1    | Canadá             | 45  | 31    | 33     | 109   |
| 2    | Inglaterra         | 27  | 27    | 33     | 87    |
| 3    | Australia          | 24  | 33    | 27     | 84    |
| 4    | Kenia              | 7   | 6     | 5      | 18    |
| 5    | Nueva Zelanda      | 5   | 6     | 9      | 20    |
| 6    | India              | 5   | 5     | 5      | 15    |
| 7    | Escocia            | 3   | 6     | 5      | 14    |
| 8    | Jamaica            | 2   | 2     | 3      | 7     |
| 9    | Gales              | 2   | 1     | 5      | 8     |
| 10   | Irlanda del Norte  | 2   | 1     | 2      | 5     |
| 11   | Hong Kong          | 2   | 0     | 0      | 2     |
| 12   | Malasia            | 1   | 2     | 1      | 4     |
| 13   | Ghana              | 1   | 1     | 1      | 3     |
| 13   | Guyana             | 1   | 1     | 1      | 3     |
| 15   | Tanzania           | 1   | 1     | 0      | 2     |
| 16   | Trinidad y Tobago  | 0   | 2     | 2      | 4     |
| 16   | Zambia             | 0   | 2     | 2      | 4     |
| 18   | Bahamas            | 0   | 1     | 0      | 1     |
| 18   | Papúa Nueva Guinea | 0   | 1     | 0      | 1     |
| 20   | Samoa              | 0   | 0     | 3      | 3     |
| 21   | Isla de Man        | 0   | 0     | 1      | 1     |
|      | TOTAL              | 128 | 129   | 138    | 395   |

| Predecesor: Christchurch 1974 | XI Juegos de la Mancomunidad 1978 | Sucesor: Brisbane 1982 |